# Wanderlust
Wanderlust (do alemão wandern: 'caminhar', 'vagar' + Lust: 'desejo'; em português, "desejo de viajar") é um termo que descreve um forte desejo de viajar, de explorar o mundo, de ir a qualquer lugar, em uma caminhada que possa levar ao desconhecido, a algo novo.

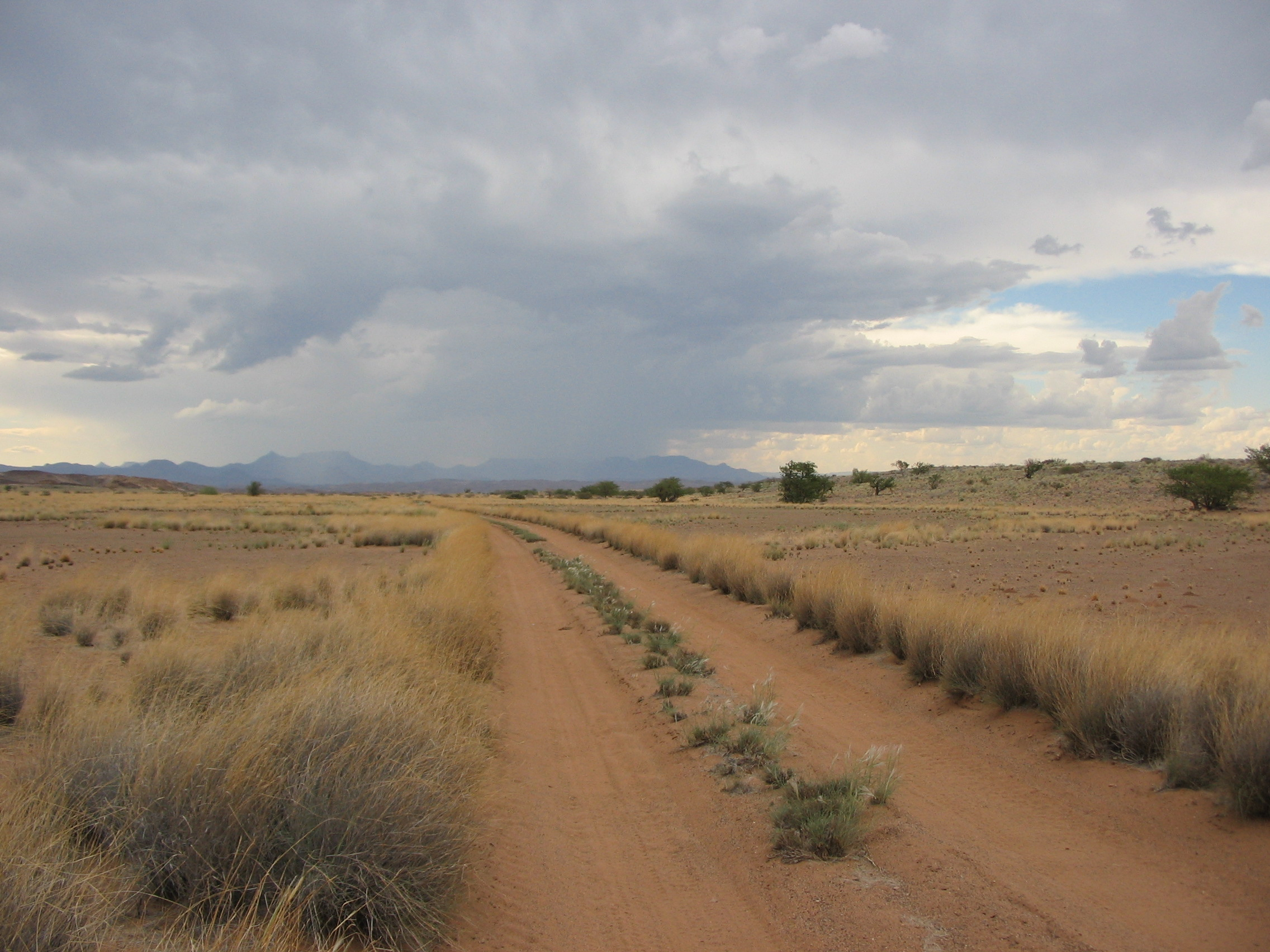
Estrada de areia na Namíbia.

Não se trata de simples vontade, mas um desejo incontrolável de ir, de seguir rumo ao desconhecido, em qualquer direção, ou a algum lugar onde se possa encontrar algo novo. 

## Descrição
Pode ser descrito como uma espécie de saudosismo ou saudade de lugares imaginados como idílicos ou fantasiosos, onde nunca se esteve antes. A um nível mais profundo, pode ser entendido como uma busca de natureza filosófica ou religiosa, que impele o indivíduo como uma locomotiva que não para até que tenha alcançado sua "estação", que pode ser um lugar geográfico, uma descoberta filosófica ou uma iluminação religiosa.
No filme Forrest Gump, o personagem principal se lança a uma longa caminhada, através de todo o território dos Estados Unidos, inteiramente guiado por seu forte desejo de ir - apenas ir. Em suma, Wanderlust pode significar a viagem que cada um deseja fazer, de algum modo, em uma busca de si mesmo.

## Wanderlust na cultura popular
- Um álbum de Gavin Rossdale Junho, 2008
- Um show de um homem só por Martin Dockery
- Uma canção de Escocês da banda Love and Money
- Uma canção de Wild Beasts
- Uma canção de R.E.M. do álbum Around the Sun
- Uma canção por Björk no álbum Volta
- Uma canção por Megadeth no álbum Risk
- Uma canção por Frank Black no álbum Fast Man Raider Man
- Uma canção por Mark Knopfler no álbum Sailing to Philadelphia
- Uma canção por Paul McCartney no álbum Tug of War
- Uma canção por Nightwish no álbum Wishmaster
- Uma canção por Flogging Molly no álbum Within a Mile of Home
- Uma canção por Delays no álbum Faded Seaside Glamour
- Uma canção por Claire Voyant no próprio álbum intitulado Wanderlust]]”
- Uma canção por Duke Ellington.
- Uma canção por David Sylvian no álbum Dead Bees on a Cake
- Uma canção por Hermod no álbum Petrified Passion
- Uma canção por Fozzy no álbum All That Remains
- Uma canção por VERSA no álbum Neon EP
- Um álbum vibrafonista Mike Mainieri
- Um termo popular romances fantasiosos, especialmente nos que falam sobre elfos
- Um filme Wanderlust, 2012
- Um álbum de Sophie Ellis-Bextor, janeiro de 2014
- Uma canção por The Weeknd, no álbum Kiss Land
- Uma canção por Band of Skulls, no álbum Sweet Sour
- Um filme Comer,Rezar,Amar, 2010
- Uma canção da Banda Finlandesa Nightwish - Wanderlust Álbum: Wishmaster Data de lançamento: 2000
- Uma canção da Banda Brasileira PARASELENE, escrita por Alexandro Leandro (Dinho) em 2014.
- Uma canção por James Bay no álbum Eletric Light
- Uma bota única no jogo Path of Exile
- O quinto episódio da primeira temporada de Law and Order: SVU se chama Wanderlust.
- Uma canção por FKA Twigs no álbum Eusexua